# Julimonarkin
Julimonarkin, borgarkungadömet, kallas det kungadöme som upprättades för huset Bourbons yngre linje, Ludvig Filip I av Frankrike och hans ätt. Detta skedde genom julirevolutionen i Frankrike 1830 och störtades 18 år senare genom februarirevolutionen 1848.
Kungadömet, som symboliserades av trikoloren, fick varken häva lagar eller utfärda undantag från dem. Kungen bibehöll hela den verkställande makten, inklusive rätten att utnämna ministrar. Katolicismen gällde inte längre som statsreligion utan som de flesta fransmännens religion.